# Les Fougerêts
Fougerêts é uma comuna francesa na região administrativa da Bretanha, no departamento Morbihan. Estende-se por uma área de 19,97 km². Em 2010 a comuna tinha 987 habitantes (densidade: 49,4 hab./km²).